# 렘코 파스베이르
렘코 파스베이르(네덜란드어: Remko Pasveer, 1983년 11월 8일 ~ )는 네덜란드의 축구 선수로, 현재 네덜란드 에레디비시의 AFC 아약스 소속이다. 포지션은 골키퍼이다.